# Sommerschafweide am Eichholz
Die Sommerschafweide am Eichholz ist ein vom Landratsamt Münsingen am 31. Mai 1955 durch Verordnung ausgewiesenes Landschaftsschutzgebiet auf dem Gebiet der Stadt Münsingen.

## Lage
Das 8 Hektar große Landschaftsschutzgebiet besteht aus zwei Teilgebieten, die nördlich des Münsinger Stadtteils Trailfingen im Gewann Eichhölzle liegen. Es gehört zum Naturraum Mittlere Kuppenalb. Es überschneidet sich teilweise mit dem FFH-Gebiet Münsinger Alb und liegt in der Pflegezone des Biosphärengebiets Schwäbische Alb.
Geologisch stehen hauptsächlich die Oberen und Unteren Massenkalke des Oberjuras an.

## Landschaftscharakter
Das größere Teilgebiet liegt an der Kante eines nordwestexponierten Hangs. Es besitzt einen halboffenen Charakter mit Hecken, Waldrand und kleinen Feldgehölzen. Die Grünlandfläche weist noch Reste der einstigen Magerrasenvegetation auf.
Das kleinere Teilgebiet liegt am Südhang und ist überwiegend bewaldet.